# Séricorne de Tasmanie
Acanthornis magna
Genre
Espèce
Statut de conservation UICN

 LC  : Préoccupation mineure
Le Séricorne de Tasmanie (Acanthornis magna) est une espèce de passereaux de la famille des Acanthizidae. C'est la seule espèce du genre Acanthornis.

## Répartition et sous-espèces
D'après Alan P. Peterson, 2 sous-espèces ont été décrites:
- Acanthornis magna greeniana Schodde & Mason, IJ 1999 — île King
- Acanthornis magna magna (Gould) 1855

### Acanthornis
- (en) Congrès ornithologique international : Acanthornis magna dans l'ordre Passeriformes (consulté le 1er juin 2015)
- (en) Zoonomen Nomenclature Resource (Alan P. Peterson) : Acanthornis  dans Acanthizidae
- (en) UICN : espèce Acanthornis magna Gould, 1855 (consulté le 1er juin 2015)

### Acanthornis magna
- (fr) Oiseaux.net : Acanthornis magna (+ répartition)
- (en) Zoonomen Nomenclature Resource (Alan P. Peterson) : Acanthornis magna  dans Acanthizidae
- (fr + en)  Avibase : Acanthornis magna (+ répartition)
- (en) Animal Diversity Web : Acanthornis magna